# Rickard Rauge
Rickard Rauge, född 4 november 1963, är en före detta ishockeyforward som starkt förknippas med HC Vita Hästen och deras storhetsperiod, dels för att han var lagets poängkung, dels för att han spelade i klubben i stort sett hela sin karriär. Rauge var en kraftfull forward som även provade på elitseriespel med Djurgården i unga dagar. 

## Klubbar i karriären
- Nacka HK 1983-85
- Djurgården Hockey 1985-86
- HC Vita Hästen 1986-95, 97-98 (spelande tränare)